# Lago di Corbara
Il lago di Corbara è un lago artificiale dell'Italia centrale, formatosi con la costruzione negli anni sessanta del bacino idroelettrico omonimo sul fiume Tevere. Prende il nome dalla frazione di Corbara, località del comune di Orvieto. Caratterizzato da rive frastagliate che si allungano dentro una profonda e stretta gola che si insinua fin quasi a Todi (gola del Forello), è costeggiato sulla sponda sinistra dalla strada statale 448. Fa parte, unitamente ai territori circostanti, del Parco fluviale del Tevere, area naturale protetta dell'Umbria.

## Economia
Nell'area del lago di Corbara sono attive numerose strutture ricettive quali agriturismi, case vacanza e country house, hotel, villaggi e camping attrezzati, bed & breakfast, appartamenti e residenze d'epoca.

## Dati sullo sbarramento
Diga in calcestruzzo:
- Tipologia: diga a gravità
- Inizio lavori: 1959
- Fine lavori: 1963
- Bacino idrografico: Tevere
- Corso d'acqua: Tevere
- Regione: Umbria
- Provincia: Terni
- Altezza: 52 m
- Sviluppo del coronamento: 416 m
- Volume della diga: 260.000 m³
- Capacità di invaso: 190 x 10⁶ m³

Diga in terra:
- Altezza: 30 m
- Sviluppo del coronamento: 224 m
- Volume della diga: 520.000 m³
- Capacità di invaso: 190 x 10⁶ m³

## Attività sportive
Nel bacino sono praticate alcune attività sportive, in particolare il canottaggio. Quest'ultimo fa riferimento al Centro di canottaggio della Corlago, in località Salviano.
Altre attività che è possibile praticare nel lago sono:

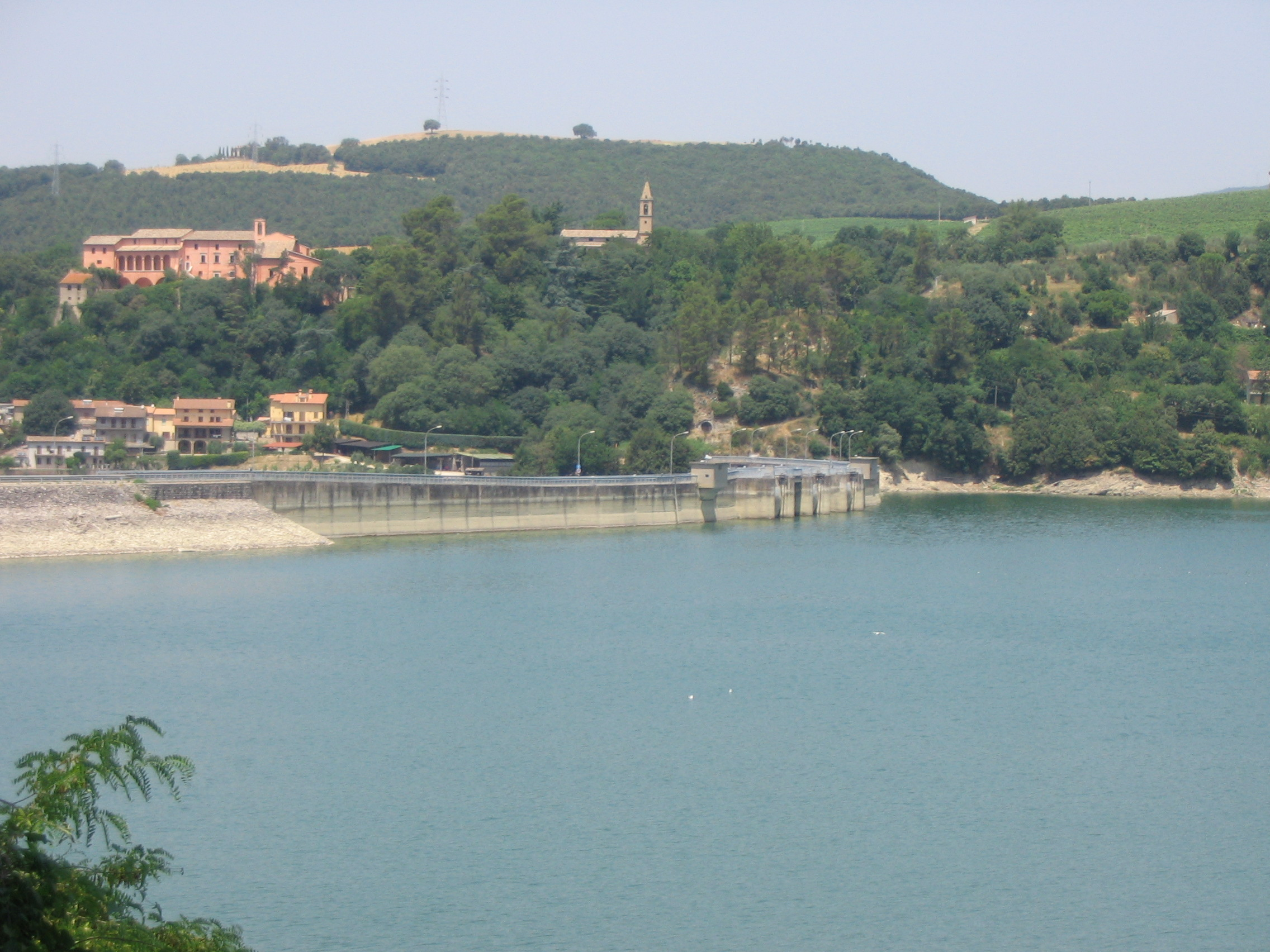
Lago di Corbara - La diga

- torrentismo
- speleologia
- pesca sportiva
- canoa/kayak
- jogging
- calcetto
- tennis
- orientamento
- escursionismo a cavallo